# 도망자 (1947년 영화)
도망자(The Fugitive)는 미국에서 제작된 에밀리오 페르난데즈 감독의 1947년 드라마 영화이다. 헨리 폰다 등이 주연으로 출연하였고 머리안 C. 쿠퍼 등이 제작에 참여하였다.

## 출연

### 주연
- 헨리 폰다
- 돌로레스 델 리오

### 조연
- 페드로 아멘다리즈
- J. 캐롤 나이쉬
- 레오 카리요
- 워드 본드
- 로버트 암스트롱
- 존 쿠알른
- 포투니오 보나노바
- 크리스 핀 마틴
- 미구엘 인클랜
- 페르난도 페르난데즈

## 제작진
- 원작자: 그레이엄 그린
- 제작팀장: 에밀리오 페르난데즈